# مسألة نهاية سعيدة

مسألة النهاية السعيدة، كل مجموعة من خمس نقاط في موضع عام تضم أربع نقاط تشكل مضلع محدب.

في الرياضيات، مسألة النهاية السعيدة، سميت بهذا الاسم من قبل بول إيردوس لأنها أدت إلى زواج جورج سيكيرس من إيستير كلاين، تنص على ما يلي:
أي مجموعة من خمس نقاط في المستوي في مواضع عامة تحوي على مجموعة جزئية من أربع نقاط تشكل رؤوس مضلع محدب.
كانت هذه واحدة من النتائج الأصلية التي أدت إلى تطوير نظرية رمزي.
بالإمكان إثبات مبرهنة النهاية السعيدة عن طريق تحليل حالة بسيطة: إذا كان أربع نقاط أو أكثر رؤوس لانغلاق محدب، يمكن اختيار أية أربع نقاط منهم. أما من ناحية أخرى لمجموعة النقط شكل مثلث مع نقتطين بداخله، يمكن اختيار النقتطين الداخليتين وواحد من جوانب المثلث. راجع Peterson (2000) للشرح المصور للاثبات، و Morris & Soltan (2000) للمزيد من الدراسة المفصلة للمسألة التي نقدمها هنا.

## مضلعات أكبر
برهن أيردوش & سكريش (1935) التعميم التالي:

مجموعة من ثمانية نقط في مواضع عامة بدون مثمن محدب.

لأي عدد صحيح موجب N، أي مجموعة نقاط محدودة كبيرة بما فيه الكفاية في المستوي في مواضع عامة لها مجموعة جزئية من N نقط التي تشكل مضلع محدب.
يظهر البرهان في نفس المقال الذي يبرهن نظرية إيردوس-سيكيرس على مجموعات جزئية رتيبة في تسلسل أعداد.
نرمز بـ (f(N لأدنى قيمة لـ M بحيث لمجموعة من M نقط في مواضع عامة يجب أن تحتوي على محدب بـ N رؤوس، معروف أن:
- f(3) = 3, بديهيا.
- [1]f(4) = 5.
- [2]f(5) = 9.
- [3]f(6) = 17.
- قيمة (f(N غير معروفة لكل N > 6; كنتيجة من أيردوش & سكريش (1935) معروفة أنها محدودة.

على أساس القيم (f(N المعروفة لكل N = 3, 4 و 5، حزر إيدرش وسكريش في مقالهما الأصلي أن
{\displaystyle f(N)=1+2^{N-2}\quad {\mbox{for all }}N\geq 3.}
برهنوا لاحقا، عن طريق بناء أمثلة واضحة، أن:
{\displaystyle f(N)\geq 1+2^{N-2},}
ولكن الحد الأعلى الأفضل المعروف لـ N ≥ 7 هو:
{\displaystyle f(N)\leq {2N-5 \choose N-2}+1=O\left({\frac {4^{N}}{\sqrt {N}}}\right).}